# Molenaarsknoop

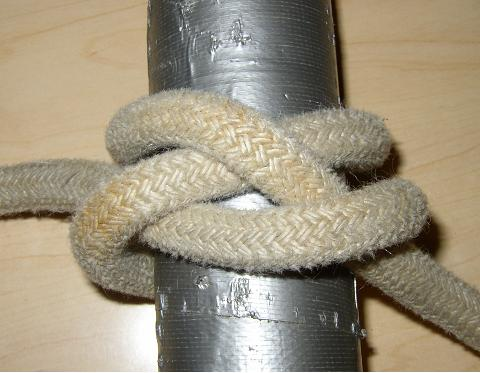
Molenaarsknoop

De molenaarsknoop is een knoop waarmee zakken worden dichtgebonden met een stuk touw. Om de knoop aan te leggen, wordt het touw tweemaal rond de zak geslagen, kruislings over het touw, waarna het uiteinde door de lus van het touw wordt geslagen. 